# Acantholepis
Acantholepis é um género botânico pertencente à família Asteraceae. Este género tem uma única espécie, Acantholepis orientalis Less..
É considerada um sinónimo da espécie Echinops acantholepis
O género foi descrito por Christian Friedrich Lessing e publicado em Linnaea 6: 88. 1831.
A base de dados Tropicos indica este género como sinónimo de Echinops L.
Trata-se de um género reconhecido pelo sistema de classificação filogenética Angiosperm Phylogeny Website.